# 大正警察署
大正警察署（たいしょうけいさつしょ）は、大阪府警察が管轄する警察署の一つである。1919年（大正8年）に泉尾警察署が発足し、1943年（昭和18年）に泉尾警察署から大正警察署と改称された。

## 所在地
- 大阪市大正区小林東3丁目4番21
  - 大阪シティバス「小林」バス停（大正警察署前）

## 管轄区域
- 大阪市大正区

## 交番
- 泉尾交番 - 大阪市大正区泉尾三丁目19番18号
- 大浪橋交番 - 大阪市大正区三軒家東二丁目3番21号
- 千島交番 - 大阪市大正区千島三丁目1番41号
- 鶴町交番 - 大阪市大正区鶴町三丁目12番12号
- 平尾交番 - 大阪市大正区平尾二丁目22番21号
- 南恩加島交番 - 大阪市大正区南恩加島四丁目4番56号